# Prirodoslovni muzej Armenije
Prirodoslovni muzej Armenije (armensko Հայաստանի բնության պետական թանգարան, latinizirano: Hayastani bnut'yan petakan t'angaran) predstavlja edinstveno naravo Armenije in njeno raznolikost. Muzej je bil ponovno odprt leta 2004.

## Zgodovina
V sovjetskem obdobju je bil leta 1952 odprt protiverski muzej, ki je bil kasneje preoblikovan v muzej naravoslovja in leta 1960 preimenovan v Naravoslovni muzej Armenije. Leta 1999 se je muzej preselil v drugo stavbo. V letih 2000–2004 je bila stavba muzeja s pokroviteljstvom Belle in Levona Aharonjana, dveh iransko-armenskih dobrotnikov, rekonstruirana in odprta za javnost z novo razstavo.

## Razstava
V muzeju je več kot 6000 predmetov, od katerih je le tretjina začasno ali trajno na ogled. V štirih prostorih so razstavljene redke vrste rastlin in živali. Muzej predstavlja tudi osebno zbirko družine Aharonjan.
Predmeti v muzeju predstavljajo pestrost narave v Armeniji. Osrednja razstava vsebuje fotografije, povezane z zoologijo, botaniko, geologijo in plastično umetnostjo, replike sesalcev, plazilcev, ptic, dvoživk, rib, žuželk in pajkov kot tudi lobanje, kože, školjke, koščki dreves, vzorci herbarija, živalski ali rastlinski fosili, uporabni pridobljeni materiali, oljne slike, risbe itd.

## Dogodki
Muzej prireja razstave in občasne dogodke, katerih cilj je povečati okoljsko ozaveščenost in aktivno sodelovanje pri reševanju okoljskih problemov. Številne živali v muzeju so registrirane na rdečem seznamu ogroženih vrst IUCN.

## Prirodoslovni muzej Armenije
Od 27. februarja 2003 Naravoslovni muzej Armenije deluje v skladu z ustavo Armenije. Cilj muzeja kot nekomercialne organizacije je ozaveščanje in znanje o okoljski problematiki ter pozitivno vplivanje na uresničevanje okoljskih programov.
Organizacija izpolnjuje različne vrste podjetij, kot so:
- Oblikovanje mikromuzejev in prostorov za rastline in živali v zaprtih prostorih
- Organiziranje vzporednih razstav z muzejskimi, kot so razstave okrasnih rib ali ptic.
- Povečanje števila ogroženih vrst v Armeniji, da bi jih vrnili v naravo
- Gojenje okrasnih rastlin in negovanje zelišč za razstavne namene.

### Podružnice
Muzej ima aktivne podružnice v regijah Širak (Gjumri) in Ararat (Qukasav).